# Šaplava
Šaplava (en allemand : Schaplawa) est une commune du district de Hradec Králové, dans la région de Hradec Králové, en République tchèque. Sa population s'élevait à 118 habitants en 2022.

## Géographie
Šaplava se trouve à 9 km au nord-nord-est de Nový Bydžov, à 19 km au sud-est de Jičín, à 24 km au nord-ouest de Hradec Králové et à 84 km à l'est-nord-est de Prague.
La commune est limitée par Lískovice au nord, par Myštěves à l'est et au sud-est, et par Ohnišťany au sud-ouest et à l'ouest.

## Histoire
La première mention écrite de la localité date de 1381.

## Transports
Par la route, Šaplava se trouve à 11 km de Hořice, à 29 km de Hradec Králové et à 104 km de Prague. 